# Перша ліга Росії з футболу
Перша ліга Росії з футболу (рос. Первая лига России по футболу) — футбольна ліга в Росії, друга за силою після Прем'єр-ліги.
До 2010 року включно змагання організовувалися Професіональною футбольною лігою і мали назву Перший дивізіон (до 1998 року — Перша ліга). З 2011 року організовуються Футбольною національною лігою. З червня 2022 року дивізіону було повернуто історичну назву — Перша ліга.

## Переможці
| Сезон   | Переможець | Клуби, що також пройшли в першу за силою лігу  |
| ------- | --- | ---------------------------------------------- |
| 1992    | «Жемчужина» (Сочі) (Захід), КАМАЗ (Набережні Челни) (Центр), «Промінь» (Владивосток) (Схід)                              | -                                              |
| 1993    | «Чорноморець» (Новоросійськ) (Захід, не вийшов у Вищу лігу), «Лада» (Тольятті) (Центр), «Динамо-Газовик» (Тюмень) (Схід) | -                                              |
| 1994    | «Чорноморець» (Новоросійськ)                                                                                             | «Ростсельмаш» (Ростов-на-Дону)                 |
| 1995    | «Балтика» (Калінінград)                                                                                                  | «Лада» (Тольятті), «Зеніт» (Санкт-Петербург)   |
| 1996    | «Динамо-Газовик» (Тюмень)                                                                                                | «Шинник» (Ярославль), «Факел» (Воронеж)        |
| 1997    | «Уралан» (Еліста) | -                                              |
| 1998    | «Сатурн» (Раменське) | «Локомотив» (Нижній Новгород)                  |
| 1999    | «Анжі» (Махачкала) | «Факел» (Воронеж)                              |
| 2000    | «Сокіл» (Саратов) | «Торпедо-ЗІЛ» (Москва)                         |
| 2001    | «Шинник» (Ярославль) | «Уралан» (Еліста)                              |
| 2002    | «Рубін» (Казань) | «Чорноморець» (Новоросійськ)                   |
| 2003    | «Амкар» (Перм) | «Кубань» (Краснодар)                           |
| 2004    | «Терек» (Грозний) | «Том» (Томськ)                                 |
| 2005    | «Промінь-Енергія» (Владивосток)                                                                                          | «Спартак» (Нальчик)                            |
| 2006    | «Хімки» | «Кубань» (Краснодар)                           |
| 2007    | «Шинник» (Ярославль) | «Терек» (Грозний)                              |
| 2008    | «Ростов» | «Кубань» (Краснодар)                           |
| 2009    | «Анжі» (Махачкала) | «Сибір» (Новосибірськ), «Аланія» (Владикавказ) |
| 2010    | «Кубань» (Краснодар) | «Волга» (Нижній Новгород), «Краснодар»         |
| 2011/12 | «Мордовія» (Саранськ) | «Аланія» (Владикавказ)                         |
| 2012/13 | «Урал» (Свердловська область)                                                                                            | «Том» (Томськ)                                 |
| 2013/14 | «Мордовія» (Саранськ) | «Арсенал» (Тула) «Торпедо» (Москва) ФК «Уфа»   |
| 2014/15 | «Крила Рад» (Самара) | «Анжі» (Махачкала)                             |
| 2015/16 | ФК «Газовик» | «Арсенал» (Тула) «Том»                         |
| 2016/17 | «Динамо» (Москва) | «Тосно» «СКА-Хабаровськ»                       |
| 2017/18 | «Оренбург» | «Крила Рад» «Єнісей»                           |
| 2018/19 | «Тамбов» | «Сочі»                                         |
| 2019/20 | «Ротор» | «Хімки»                                        |
| 2020/21 | «Крила Рад» | «Нижній Новгород»                              |
| 2021/22 | «Торпедо» (Москва) | «Факел» (Воронеж) «Оренбург»                   |
| 2022/23 | «Рубін» (Казань) | «Балтика» (Калінінград)                        |
| 2023/24 | «Хімки» | «Динамо» (Махачкала) «Акрон» (Тольятті)        |
| 2024/25 | «Балтика» (Калінінград)                                                                                                  | «Торпедо» (Москва) «Сочі»                      |